# Hildenbrandiophycidae
Hildenbrandiophycidae G.W. Saunders & Hommersand, 2004, segundo o sistema de classificação de Saunders e Hommersand (2004), é o nome botânico de uma subclasse de algas vermelhas da classe Florideophyceae, subfilo Eurhodophytina.
- Subclasse nova, não existente em nenhum dos sistemas de classificações anteriores.

## Táxons inferiores
Ordem: Hildenbrandiales  Pueschel & K.M. Cole, 1982
Família: Hildenbrandiaceae Rabenhorst, 1868
- O sistema de classificação de Yoon et a. (2006) não incluiu esta subclasse. Transferiu a ordem e a família desta subclasse para a classe Florideophyceae, subfilo Rhodophytina.